# Чеца (приток Пёзы)
Чеца — река в России, течёт по территории Мезенского района Архангельской области. Вытекает из болота на высоте 140 м над уровнем моря. Устье реки находится в 95 км по левому берегу Пёзы, юго-западнее деревни Лобан. Длина реки — 113 км, площадь водосборного бассейна — 483 км².

## Данные водного реестра
По данным государственного водного реестра России относится к Двинско-Печорскому бассейновому округу, водохозяйственный участок реки — Мезень от водомерного поста деревни Малонисогорская и до устья. Речной бассейн реки — Мезень.
Код объекта в государственном водном реестре — 03030000212103000050008.